# Stoneground
Stoneground was een in 1970 opgerichte Amerikaanse rockband uit Concord.

## Bezetting
- Sal Valentino (leadzang, gitaar, percussie)
- Tim Barnes (zang, gitaar)
- Luther Bildt (zang, gitaar)
- Mike Mau (drums)
- John Blakeley (gitaar, basgitaar)
- Lynne Hughes (zang)
- Annie Sampson (zang)
- Lydia Moreno (zang)

- Deirdre LaPorte (zang)
- Pete Sears (basgitaar, keyboards)
- Cory Lerios (zang, keyboards)
- Steve Price (drums)
- Brian Godula
- David Jenkins
- Jo Baker (zang)
- Fred Webb (zang, keyboards)

- Terry Davis (zang, gitaar)
- Sammy Piazza (drums)
- Lenny Lee Goldsmith
- Dana Moret
- Claudia Knauer
- Greg King
- Kelly Stephens
- Terence Clements

## Geschiedenis
Stoneground werd geformeerd in 1970. De oorspronkelijke bezetting bestond uit Tim Barnes, Luther Bildt en Mike Mau. Bandmanager en oprichter van Autumn Records Tom Donahue stelde de band voor aan Sal Valentino (ex-Beau Brummel) en John Blakely, die zich beiden voegden bij Stoneground. Er werden ook vier zangeressen (Annie Sampson, Lynne Hughes, Lydia Phillips en Deirdre LaPorte) toegevoegd aan de band. Terwijl ze toerden door de Verenigde Staten en Europa, kwam Pete Sears bij de band, die later vertrok naar Jefferson Starship en Hot Tuna. Op Stonegrounds gelijknamige album, uitgebracht in 1971, zongen zeven verschillende leadzangers op de tien nummers van het album. Het album werd geproduceerd door Tom Donahue met assistentie van Sal Valentino bij sommige nummers.
Tijdens deze tourneeperiode was Stoneground een reizende houseband voor Medicine Ball Caravan, een poging van Warner Bros. om de band te promoten en te laten profiteren van het succes van de concertfilm-variëteit volgend op Woodstock. De Medicine Ball Caravan-film, die de 8000 mijl documenteerde van een crosscountry-trip door 154 mensen in een hippie-caravan bussen, trucks en muziekbands, werd geregisseerd door François Reichenbach, met Martin Scorsese als filmproducent, en uitgebracht in 1971. Drie songs van Stoneground verschenen op de originele soundtrack, die ook songs bevatte van Alice Cooper, B.B. King, Delaney & Bonnie, Doug Kershaw en The Youngbloods.
Pete Sears verliet de band en ging naar het Verenigd Koninkrijk om het klassieke album Every Picture Tells a Story van Rod Stewart op te nemen en keerde later terug naar de Verenigde Staten met Long John Baldry. Cory Lerois en Steve Price voegden zich bij de band voorafgaand aan de opnamen van het tweede dubbelalbum Family Album (1971). Billboard prees Lynne Hughes' zang op Passion Flower, die het dichtst in de buurt van een hitsingle kwam. De song bevond zich ook op Fillmore: The Last Days (1972), een drievoudig livealbum dat de laatste concertreeks beschreef, georganiseerd door rockconcert-promotor Bill Graham in Fillmore West, dat sloot op 4 juli 1971. In 1972 bracht de band hun vierde album Stoneground 3 uit. Ze waren in dat jaar ook te zien in de film Dracula AD 1972 in de Hammer Studios met Christopher Lee en Peter Cushing.
In 1973 werd de band opgegeven door Warner Bros. wegens teleurstellende plaatverkopen en spanningen binnen de band staken de kop op na drie jaar onafgebroken toeren. De oorspronkelijke formatie van Stoneground speelden hun laatste concert op 6 januari in het Sacramento Memorial Auditorium. Het optreden werd uitgebracht in 2001 door Dig Music als het album The Last Dance: Live January 6, 1973. Binnen enkele weken na het concert verliet Valentino de band en ging naar een kortstondige reünie van Beau Brummel. Drie andere leden (Lerois, Price, David Jenkins) vertrokken om de band Pablo Cruise te formeren. Barnes leidde verschillende bezettingen van Stoneground voor de volgende tien jaar, samen met Annie Sampson en zangeres Jo Baker, die zich in 1974 bij de band voegde. Andere leden waren Terry Davis, Fred Webb en Sammy Piazza. De band bracht verder de drie albums Flat Out (1976), Hearts of Stone (1978) en Play it Loud (1980) uit. In 1982 bracht Stoneground de ep Bad Machines and Limousines uit met vroeger bandlid Pete Sears als gast op de toetsen. In 2004 bracht een hervormd Stoneground met Barnes en Price het album Back with a Vengeance uit.

## Discografie

### Singles
Warner Bros. Records
- 1971:	Queen Sweet Dreams / Total Destruction
- 1971:	Looking For You / Added Attraction (Come And See Me)
- 1971:	You Must Be One Of Us / Corrina, Corrina
- 1972:	Passion Flower / Super Clown
- 1978:	Prove It / Prove It (mono)

### Ep's
- 1982:	Bad Machines and Limousines (Line Records)

### Albums
- 1971:	Stoneground (Warner Bros. Records)
- 1971:	Family Album (Warner Bros. Records)
- 1972:	Stoneground 3 (Warner Bros. Records)
- 1976:	Flat Out (Flat Out Records)
- 1978:	Hearts of Stone (Warner Bros. Records)
- 1980:	Play It Loud (Crystal Clear Records)
- 2001:	The Last Dance: Live 6 januari 1973 (Dig Music)
- 2004:	Back with a Vengeance (Exploding Star Music)